# Armadillo salisburyensis
Armadillo salisburyensis är en kräftdjursart som beskrevs av Barnard 1932. Armadillo salisburyensis ingår i släktet Armadillo och familjen Armadillidae. Inga underarter finns listade i Catalogue of Life.